# Misomacedons
Misomacedons (Mysomacedones, Μυσομακέδονες) era una ciutat hel·lenística a Anatòlia. Segons Ptolemeu era situada a Mísia, però en el conventus (districte) d'Efes, Jònia, segons Plini. Estrabó esmena la presència de macedonis i misis a la muntanya Tmolos, Lídia i la regió de Mesogis d'Efes. En 1894 una inscripció del segle i d'Antioquia del Meandre esmena el δῆμος ὁ Μυσομακεδόνων ("demos de Mysomakedones") entre ciutats lídies, frígies i càries, resolent la qüestió en suport de Plini.
Es creu que la colònia havia estat establerta com a assentament militar pels selèucides i/o atàlids amb la intenció de protegir el districte costaner dels gàlates. També s'hi han trobat dues monedes de la ciutat datades del segle i, però la localització exacta de l'assentament encara no ha estat establerta.